# Anillo vaginal
El anillo vaginal (también conocido como anillo intravaginal o sistema de liberación vaginal), cuya denominación comercial es NuvaRing, es un método anticonceptivo hormonal de larga duración consiste en un anillo de plástico flexible (copolímero Etilvinilacetato) de unos 5 centímetros de diámetro que, colocado en la vagina, libera hormonas femeninas idénticas a la píldora anticonceptiva (etonogestrel y etinilestradiol) en dosis bajas y constantes y que, absorbidas por la mucosa de la vagina, impiden la ovulación. Su eficacia, similar a la píldora anticonceptiva, es cercana al 100%.

## Método de uso
El anillo vaginal es de uso mensual acompañado al ciclo sexual femenino o ciclo menstrual. Se introduce en la vagina, de modo idéntico al tampón, en el primer día del ciclo; se deja insertado durante tres semanas (21 días) tras las cuales se retira y desecha con el objetivo de descansar durante una semana (7 días) dejando para que la menstruación tenga lugar. Después debe introducirse otro nuevo.
El anillo no se mueve ni se cae gracias a las paredes vaginales, aunque puede producirse en algunos casos. El anillo vaginal permanece en la vagina durante las relaciones sexuales, excepto durante la semana de descanso. La mayoría de parejas no lo perciben durante sus relaciones sexuales. Antes de comenzar su uso puede ser conveniente la consulta médica. Dependiendo de los países puede requerirse la prescripción médica.

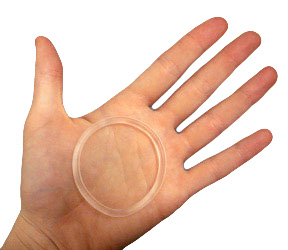
Un anillo anticonceptivo NuvaRing en la palma de una mano permite apreciar su tamaño.

## Eficacia
La eficacia del anillo mensual es de 99,9%

## Ventajas
- Se cambia únicamente una vez al mes.
- Alta eficacia (99,9%).
- Contiene la mitad de hormonas que otros métodos.
- No hay indicios externos sobre su uso, por ello es privado.
- Disminuye el riesgo de cáncer de útero.
- Una vez abandonado el método, la mujer vuelve inmediatamente a ser fértil.
- No tiene efectos secundarios a nivel digestivo.
- En caso de vómitos o diarreas su eficacia es máxima ya que no se produce cambio de hormonas (en el caso de las píldoras esta situación reduce su eficacia).
- Los antibióticos no interfieren con su eficacia, algo que sí pasa con las píldoras anticonceptivas.
- Se puede nadar con él.
- Es económico
- Lo regalan en algunas farmacias.

## Inconvenientes
- No protege contra enfermedades de transmisión sexual.
- En algunas ocasiones, puede notarse al mantener relaciones sexuales.
- Su colocación puede resultar incómoda.
- Puede tener efectos adversos.[4]

## Colocación
La información sobre el uso del anillo vaginal no es muy amplia, algunas informaciones señalan que, en el caso de España y en el año 2012, el uso del anillo vaginal habría alcanzado el 3% y la píldora el 17% si bien el anillo vaginal alcanzaría un uso del 13% entre las profesionales sanitarias. Otras informaciones, del año 2007, indicarían que en algunos países, entre ellos Finlandia y España, el uso del anillo vaginal habría superado a la píldora como método anticonceptivo aunque el preservativo seguiría siendo el método más utilizado.